# シネワールド
シネワールド（Cineworld）はイギリス・ロンドンに本社を置く娯楽コングロマリット。AMCシアターズに次ぎ世界で2番目の規模を持つシネマチェーン。2019年時点では、10カ国790箇所9,518スクリーンを保有。中央ヨーロッパはシネマシティの他に、アメリカではリーガル・シネマズとして運営。

## 沿革
シネワールドは、ワーナー・ブラザース・ヨーロッパのマネージング・ディレクターを務めていたスティーブ・ウィーナーが、退職して1995年に立ち上げた。
2004年にブラックストーンに買収され、2007年に株式市場に上場した。
2012年にPicturehouse (Picturehouse Cinemas) を買収した。ウィーナーは2013年3月31日にシネワールドを退社した。
2017年12月5日、アメリカのリーガル・エンターテインメント・グループの買収を発表した。
2020年3月16日、新型コロナウイルスの感染拡大を受けて、リーガルシネマズの542の映画館の閉鎖を発表した。6月頃には欧米において営業再開に向けて動き出した。しかし10月5日、リーガル・シネマズは新型コロナウイルスの影響下で映画館で上映する新作がないことから、運営する536の映画館すべてを閉鎖すると発表、これにより親会社であるシネワールドの株価は40パーセント下落した。
2021年4月に映画館は再開したものの、シネワールドの負債総額は48億ドルにのぼり、2022年8月、破産法申請を検討中との報道がなされた。
2022年9月7日連邦倒産法第11章の適用を申請した。その後、アメリカ、イギリス、アイルランドの事業売却計画をたてたが買い手が見つからなかったため、2023年4月3日、計画を白紙撤回し、新たな債務再編計画を発表した。